# العلاقات الصينية الفلسطينية
إن العلاقات الثنائية بين جمهورية الصين الشعبية ودولة فلسطين لها تاريخ طويل يعود إلى عهد ماو. دعمت سياسة ماو الخارجية حركات التحرر الوطني في العالم الثالث. في حقبة ما بعد ماو، واصلت الصين دعم منظمة التحرير الفلسطينية في المحافل الدولية. اعترفت الصين بدولة فلسطين في عام 1988. منذ عام 1992، أقامت الصين أيضا علاقات دبلوماسية رسمية مع إسرائيل ومنذ ذلك الحين حافظت على علاقة ودية مع كلا الكيانين. زار الزعيمان الفلسطينيان ياسر عرفات ومحمود عباس الصين بصفتهما الرسمية. لا تعتبر الصين حماس منظمة إرهابية وتؤيد رسمياً إنشاء «دولة فلسطينية مستقلة وذات سيادة» على أساس حدود 1967 مع القدس الشرقية كعاصمة لها.

## التاريخ
في مارس 2024، احتفل البريد الفلسطيني بإطلاق طابع بريدي بعنوان "35 عامًا على العلاقات الدبلوماسية الفلسطينية الصينية".

### جائحة كوفيد 19
في 7 مارس 2021، أعلن سفير دولة فلسطين لدى الصين فريز مهداوي عن عزم الصين إرسال 100 ألف جرعة من لقاح سينوفارم إلى الأراضي الفلسطينية. في 29 مارس 2021 أعلنت وزارة الصحة الفلسطينية تسلمها اللقاحات المُقدمة من الصين.

## وصلات خارجية
- Office to the Palestinian National Authority
- PRC Embassy in Palestine